# Saint-Brieuc-des-Iffs
Saint-Brieuc-des-Iffs är en kommun i departementet Ille-et-Vilaine i regionen Bretagne i nordvästra Frankrike. Kommunen ligger i kantonen Bécherel som tillhör arrondissementet Rennes. År 2022 hade Saint-Brieuc-des-Iffs 323 invånare.

## Befolkningsutveckling
Antalet invånare i kommunen Saint-Brieuc-des-Iffs
Referens:INSEE